# Cremastosperma bullatum
Cremastosperma bullatum Pirie – gatunek rośliny z rodziny flaszowcowatych (Annonaceae Juss.). Występuje naturalnie w Ekwadorze oraz Peru. 

## Morfologia
PokrójZimozielone drzewo dorastające do 2–10 m wysokości. Gałęzie są owłosione.
LiścieMają eliptyczny lub odwrotnie owalny kształt. Mierzą 17–28 cm długości oraz 6–11 cm szerokości. Nasada liścia jest zaokrąglona lub prawie sercowata. Liść na brzegu jest całobrzegi. Wierzchołek jest spiczasty. Ogonek liściowy jest owłosiony i dorasta do 3–7 mm długości.
KwiatySą pojedyncze. Rozwijają się w kątach pędów. Działki kielicha mają deltoidalny kształt i dorastają do 5–7 mm długości. Płatki mają owalny kształt i osiągają do 25 mm długości.
OwoceTworzą owoc zbiorowy. Mają elipsoidalny kształt. Osiągają 15 mm długości.